# Yachū-ji

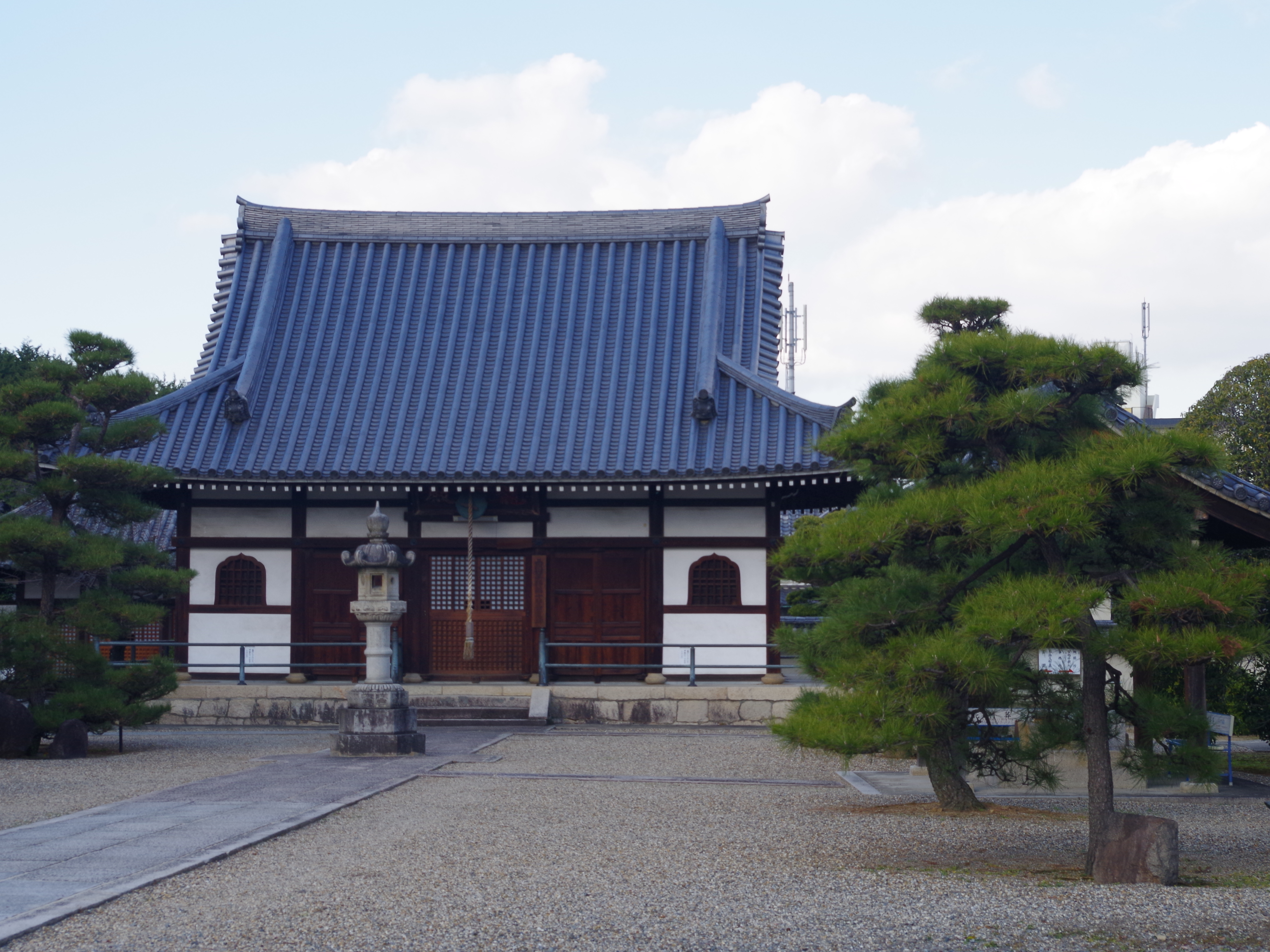
Bâtiment principal du Yachū-ji.

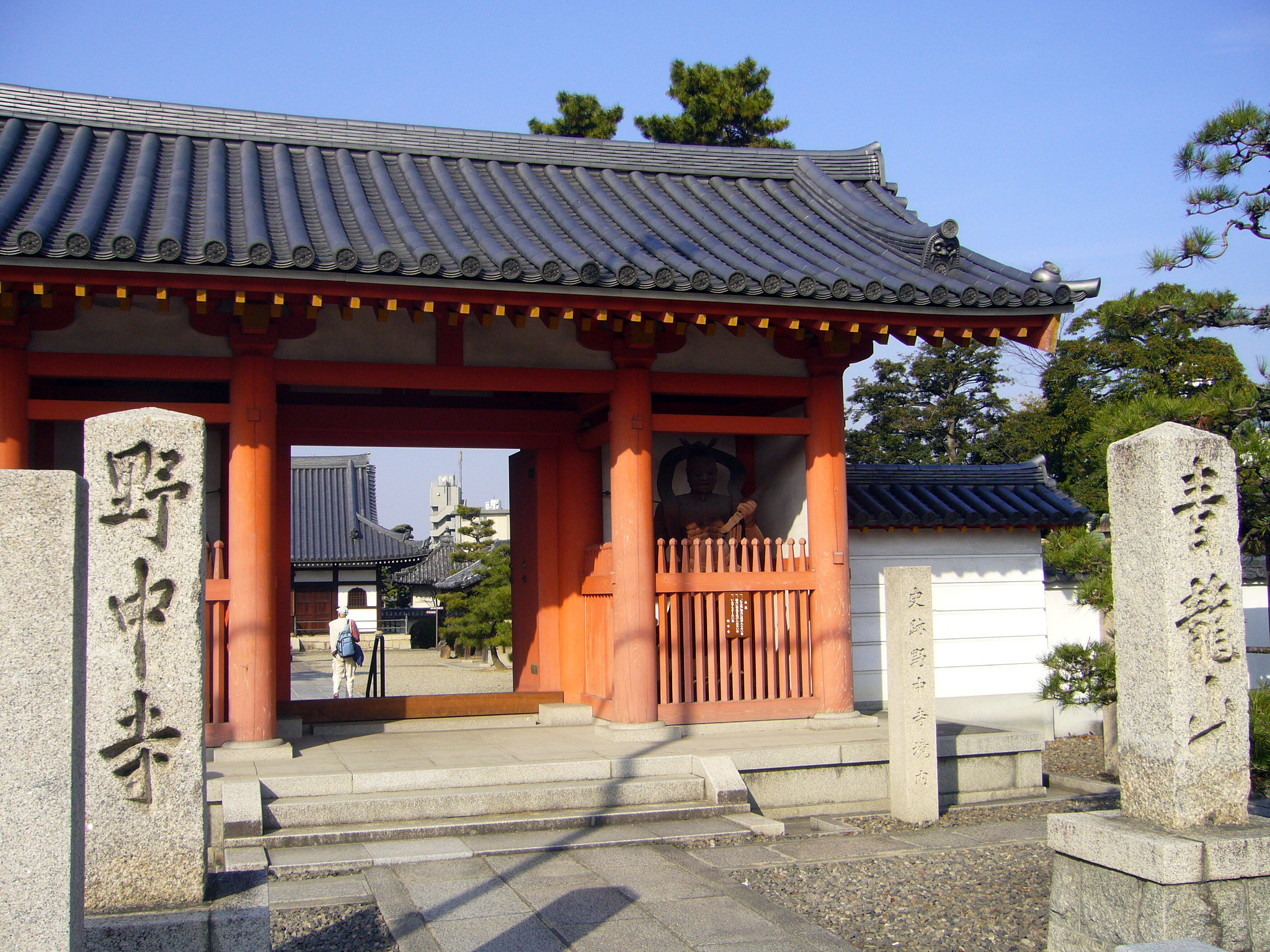
Entrée

Le Yachū-ji (野中寺) est un temple bouddhiste situé à Habikino, dans la préfecture d'Osaka, au Japon. On dit qu'il a été fondé par le prince Shōtoku et est affilié à Kōyasan Shingon-shū.
Des tuiles inscrites permettent de dater sa construction du milieu du 7e s..
Le temple possède une statuette datant de 666 et représentant Miroku Bosatsu. Cette œuvre a été réalisée pour prier pour la santé de l’impératrice Saimei.